# Markus Elsner

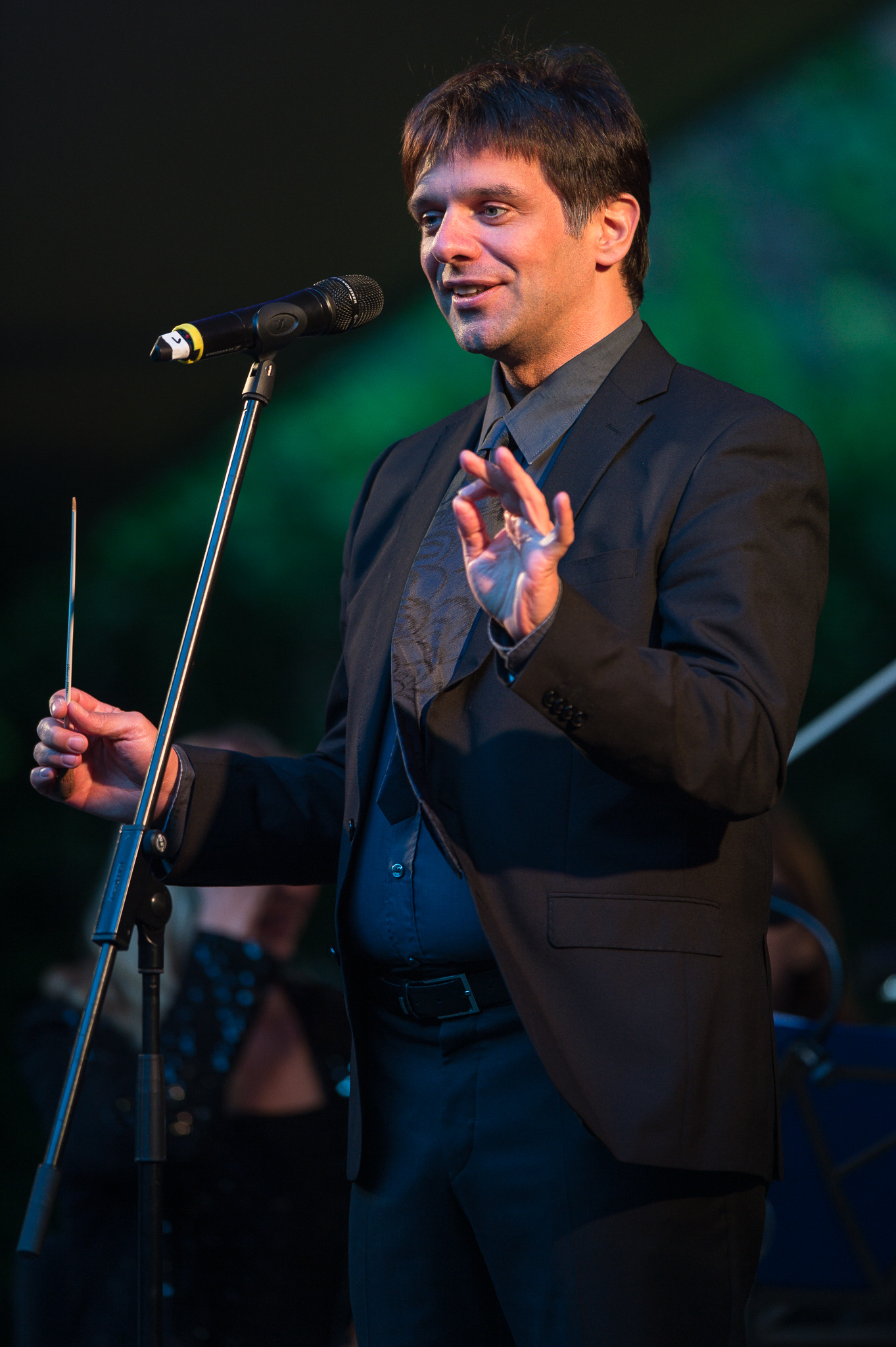
Markus Elsner (2016)

Markus Elsner (* 20. April 1970 in München) ist ein deutscher Dirigent, Kammermusiker und Musikmanager.
Elsner studierte von 1988 bis 1996 am Richard-Strauss-Konservatorium München Klarinette (bei Hubert Hilser) und Dirigieren (bei Ulrich Weder). Er gastierte bei Orchestern in Polen, Bulgarien und in der Ukraine. 2006 bis 2019 leitete er das Ensemble Zeitsprung. Seit April 2007 ist er Dirigent des Siemens-Orchesters München e.V. 2010 absolvierte er den Weiterbildungsstudiengang Theater- und Musikmanagement an der Ludwig-Maximilians-Universität München. Seit 2011 ist er Künstlerischer Leiter der Tage der Neuen Musik Bamberg und seit 2020 Mitglied im Leitungsteam des Ensembles der/gelbe/klang. Er lebt in München.

## Preise und Auszeichnungen (Auswahl)
- 1995 Richard-Strauss-Stipendium
- 1995 Stipendiat des Richard-Wagner-Verbandes
- 2000 Merkur Förderpreis (für „Così fan tutte“)
- 2008/2009 Stipendiat des Internationalen Künstlerhauses Villa Concordia[1]
- 2009 Bayerischer Kunstförderpreis in der Sparte Musik und Tanz[2]